# 矢状面
矢状面是指将躯体纵断为左右两部分的解剖平面。在眼科视光学中，弧矢面（sagittal plane）是包含过轴外物点的主光线的平面，此面与子午面垂直，且不含光轴；在弧矢面内的光线称为弧矢光线（sagittal ray）。
从中间将躯体分为左右对称两部分的称为正中矢狀面（mid-sagittal plane），其他与正中矢状面平行的矢狀面则称为旁矢状面或侧矢状面（para-sagittal plane）。

## 图片

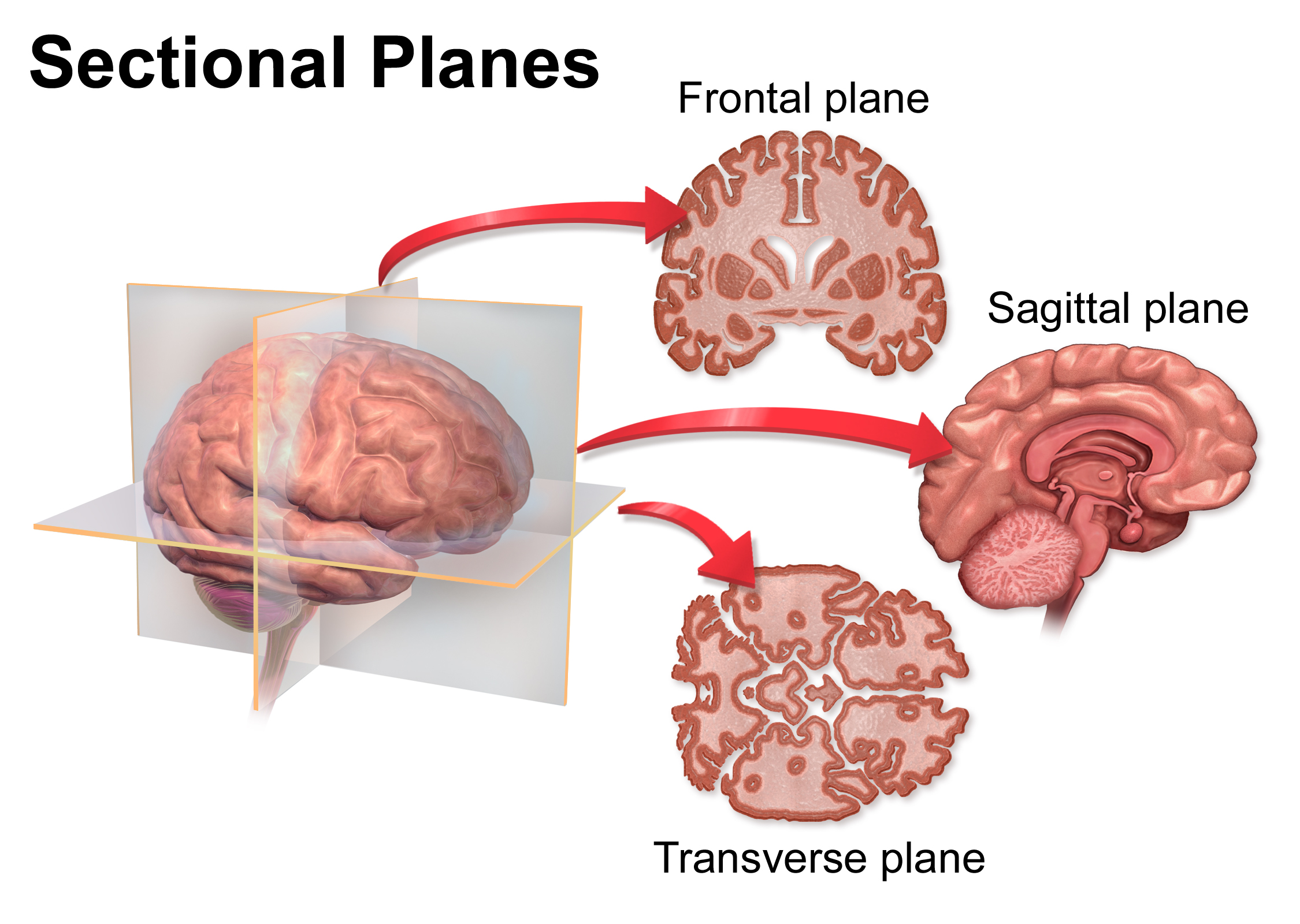
大脑剖面
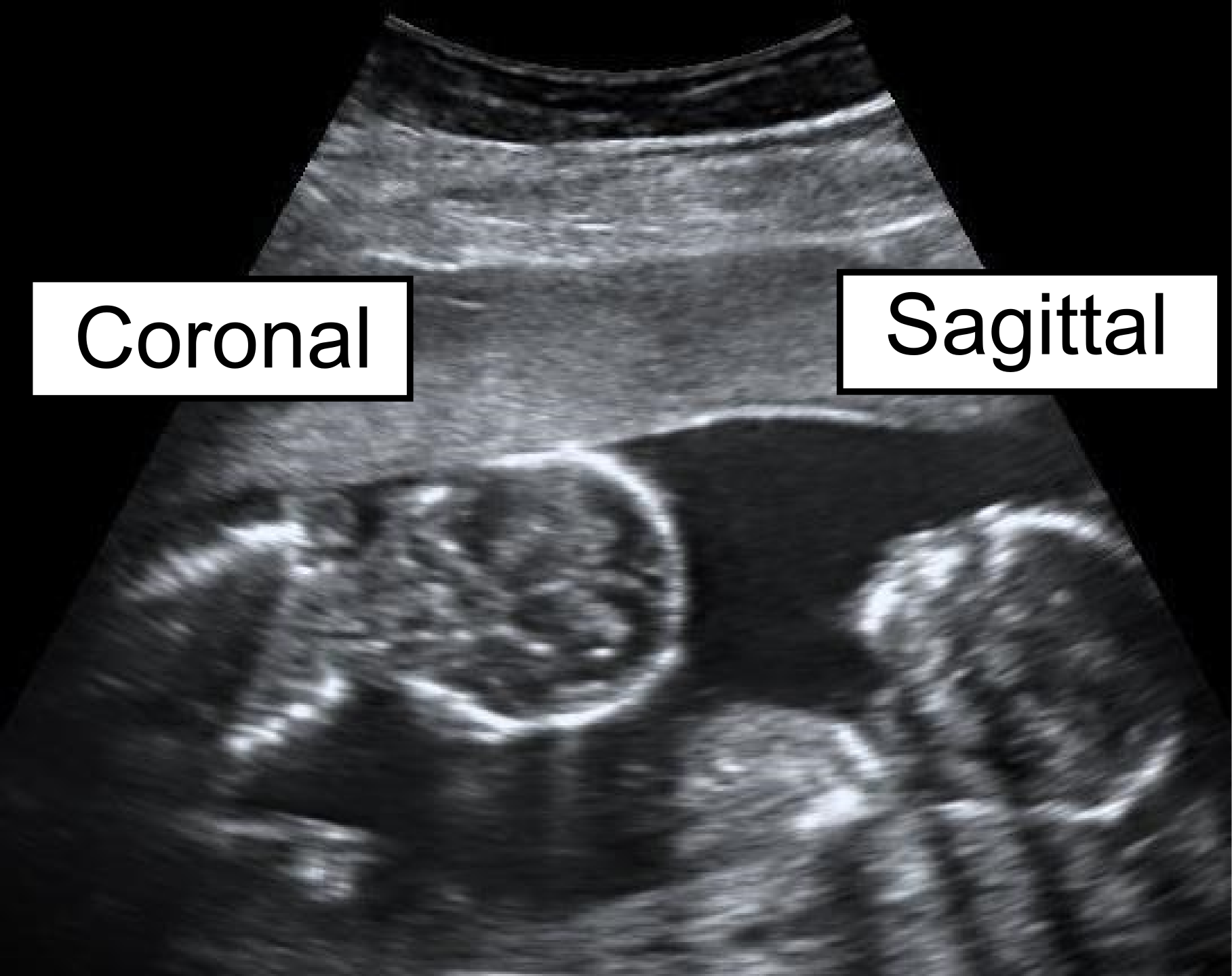
15周同卵双胞胎的冠状面与矢状面
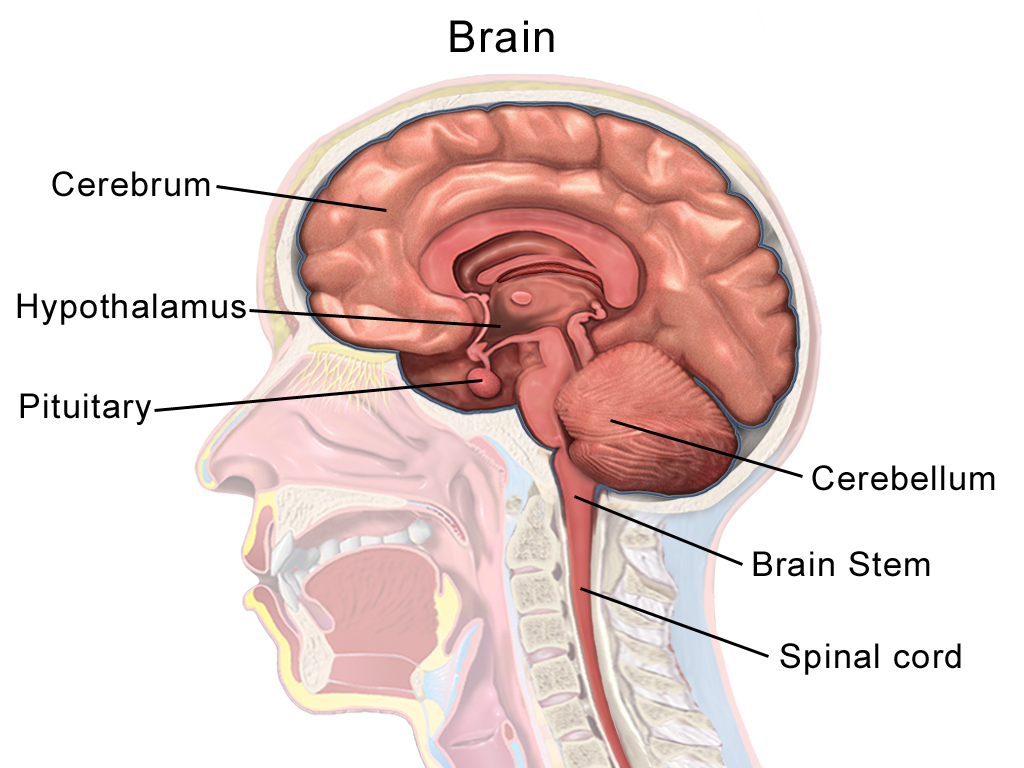
大脑矢状面
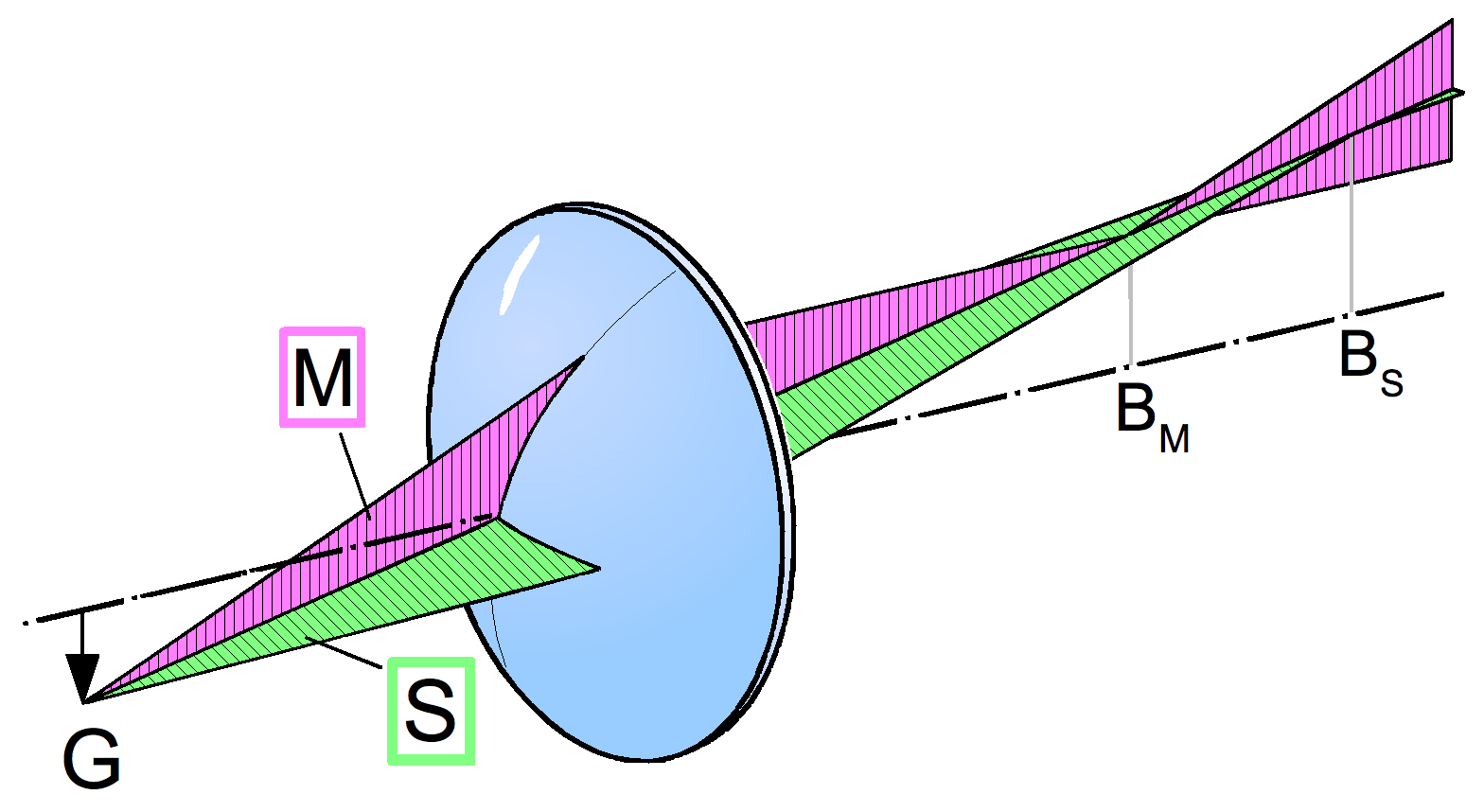
图示视光学中的弧矢面（S）与子午面（M）